# Albert von Ettingshausen
Albert von Ettingshausen (30 de marzo de 1850 - 9 de junio de 1932) fue un físico austríaco. Fue profesor de física en la Universidad Técnica de Graz, donde también enseñó ingeniería eléctrica. Anteriormente fue asistente de Ludwig Boltzmann en la Universidad de Graz.
En 1886, él y su colega Walther Nernst, entonces estudiante de doctorado en la Universidad de Graz, descubrieron conjuntamente los fenómenos termoeléctricos ahora conocidos como efecto Ettingshausen y efecto Nernst.

## Biografía
Albert Konstantin Karl Josef von Ettingshausen nació en Viena como el primero de dos hijos de Karl von Ettingshausen y Friederike Ettingshausen, de soltera Kaltschmied. En 1854 la familia se trasladó a Graz. La hermana de Albert, Anna, nació el 11 de febrero de 1856. El tío de Albert era el matemático y físico Andreas von Ettingshausen, y su primo el botánico Constantin von Ettingshausen.
Albert von Ettingshausen estudió física y matemáticas en la Universidad de Graz. Aún estudiante, se convirtió en profesor asistente de física. De 1878 a 1888 trabajó como profesor asociado en la Universidad de Graz junto a Ludwig Boltzmann. En 1888 sucedió al profesor Jakob Pöschl, que ocupaba la cátedra de física teórica y experimental y era profesor de Nikola Tesla, en la Universidad Técnica de Graz. Albert von Ettingshausen se casó con Pauline Nowakowsky (2.12.1865 – 8.8.1951) el 29 de julio de 1893. Su único hijo, Konstantin Roland Karl Albert, nació el 18 de septiembre de 1894. En 1920, Ettingshausen se jubiló.
Desde 1884, Albert von Ettingshausen fue miembro de la Academia Alemana de las Ciencias Naturales Leopoldina. Ettingshausen fue un caballero de tercera clase de la Orden de la Corona de Hierro de Austria y fue elegido dos veces rector de la Universidad Técnica de Graz, concretamente en 1893/94 y 1912/13. También se desempeñó como decano durante varios períodos. Murió a los 82 años en la mañana del 9 de junio de 1932 de diabetes mellitus y arteriosclerosis.